# Jolanta Zakrzewska-Czerwińska
Jolanta Zofia Zakrzewska-Czerwińska – polska biolog, dr hab. nauk biologicznych, profesor uczelni i kierownik Zakładu Mikrobiologii Molekularnej Wydziału Biotechnologii Uniwersytetu Wrocławskiego.

## Życiorys
Obroniła pracę doktorską, 24 czerwca 1996 habilitowała się na podstawie pracy zatytułowanej Inicjacje replikacji DNA u Streptomyces lividans. 2 stycznia 2002 nadano jej tytuł profesora w zakresie nauk biologicznych. Objęła funkcję profesora zwyczajnego w Instytucie Immunologii i Terapii Doświadczalnej im. Ludwika Hirszfelda Polskiej Akademii Nauk, oraz profesora uczelni i kierownika w Zakładzie Mikrobiologii Molekularnej na Wydziale Biotechnologii Uniwersytetu Wrocławskiego.
Piastuje stanowisko członka Komisji Przyrodniczej i Medycznej z siedzibą we Wrocławiu (Międzywydziałowe Komisje Interdyscyplinarne) Polskiej Akademii Umiejętności, a także była członkiem Komitetu Mikrobiologii na II Wydziale Nauk Biologicznych i Rolniczych PAN.